# Schizocosa minahassae
Schizocosa minahassae este o specie de păianjeni din genul Schizocosa, familia Lycosidae. A fost descrisă pentru prima dată de Merian, 1911.
Este endemică în Sulawesi. Conform Catalogue of Life specia Schizocosa minahassae nu are subspecii cunoscute.